# مؤتمر (شهر)
مُؤْتَمِر أو المُؤْتَمِر اسم شهر مُحَرَّم في الجاهلية، وهو الشهر الأوّل من شهور السنة في الجاهلية.